# 현령
현령(縣令)은 현(縣)의 으뜸 벼슬이다.

## 중국
중국에서는 진 · 한 시대에 군현제를 정비하면서 현의 우두머리를 현이 관장하는 호수에 따라 현령과 현장으로 나누었다. 현령은 1만 호 이상의 현에 설치되었고, 그 미만의 현에는 현장(縣長)을 두었다.

## 한국
한국에서는 삼국시대에 군현제가 처음 실시되면서 중국의 현령 혹은 그에 대응하는 직책이 설치되었다.
고구려에서는 현의 수장으로 가라달(可邏達)·누초(婁肖)를 두었다.
백제에서는 현의 수장으로 도사(道使)를 두었다.
신라에서는 현의 수장으로 현령을 두었다.
남북국시대 통일신라에서는 현의 규모에 관계없이 모두 현령(縣令)이라 하여 201명을 두었고, 그 위계는 선저지(先沮知)로부터 사찬(沙飡)까지였다. 
고려 때에는 대현(大縣)에만 현령을 두고 소현에는 감무(監務)를 두었다. 현령의 품계는 7품 이상이었고 그 수는 모두 30명이었으며, 나머지 현은 속현(屬縣)으로 지방관을 두지 않다가 뒤에 차차 감무를 두었다. 공민왕 때에는 현령과 감무를 모두 안집별감(安集別監)이라 칭하고 5, 6품의 관원으로 임명하였으나, 창왕 때 다시 둘로 환원하였다.
조선시대에도 고려의 제도를 따라 처음에는 대현(大縣)에 현령, 소현(小縣)에 감무(監務)를 두었는데, 현령은 동반(東班, 문반)의 종5품(從五品) 외관직(外官職)으로 설정되었다. 이후 1413년(태종 13)에 지방 행정구역의 명칭을 정비할 때 감무를 고쳐 종6품의 현감을 두었으며, 이처럼 현의 규모에 따라 종5품 현령과 종6품 현감을 설치한 제도가 《경국대전》에 법제화되어 대한제국 시기까지 이어졌다.

### 현령을 두었던 현
- 경기도: 용인(龍仁)‧진위(振威)‧양천(陽川)‧시흥(始興)‧욱오현(郁烏縣)
- 충청도: 문의현(文義縣)
- 전라도: 창평(昌平)‧용담(龍潭)‧임피(臨陂)‧만경(萬頃)‧금구현(金溝縣)
- 경상도: 영덕(盈德)‧경산(慶山)‧의성(義城)‧고성(固城)‧남해현(南海縣)
- 강원도: 울진(蔚珍)‧흡곡(歙谷)‧금성현(金城縣)
- 황해도: 신계(新溪)‧문화현(文化縣)
- 평안도: 용강(龍岡)‧영유(永柔)‧증산(甑山)‧순안(順安)‧강서(江西)‧삼등현(三登縣)

훗날 경기도의 김포(金浦)와 영평(永平)은 군(郡)으로, 경상도의 동래(東萊)‧거제(巨濟)와 황해도의 옹진(甕津) 및 평안도의 삼화(三和)‧함종(咸從)은 부(府)로, 전라도의 능주(綾州)는 목(牧)으로 승격(昇格)하였으며, 경기도 시흥(始興)은 후에 현감으로 격하(格下) 되었다.

## 같이 보기
- 현감